# Razem (czasopismo)
Razem – popularny kolorowy tygodnik adresowany do młodych czytelników. Ukazywał się od 2 września 1976, początkowo jako organ Federacji Socjalistycznych Związków Młodzieży Polskiej wydawany przez RSW.

## Opis
Pierwszym redaktorem naczelnym został Jan Szewczyk. W 1989 roku czasopismo zostało przekazane Konfederacji Polski Niepodległej, która po skonfliktowaniu się z dziennikarzami doprowadziła do jego upadku i likwidacji w 1991 roku.
Tygodnik został reaktywowany w 2003 przez wydawnictwo Holygram i wzbogacony podtytułem Świat w naszych oczach. Redaktor naczelną była Agata Życzkowska, a felietony pisali m.in. Maciej Stuhr, Wojciech Malajkat, Magdalena Cielecka i Michał Figurski. Ostatni numer nowego Razem ukazał się w 2007 roku.